# Ponte delle Università
Il ponte delle Università è un ponte pedonale sul Sile che collega riviera Garibaldi a riviera Santa Margherita, a Treviso.
Progettato da Paolo Portoghesi, ispirandosi all'originario ponte di Santa Margherita così come dipinto nella seconda metà del Settecento da Medoro Coghetto, mette in comunicazione il complesso dell'ex ospedale civile di San Leonardo e l'ex Distretto Militare, sedi, rispettivamente, delle sedi distaccate dell'Università di Padova e dell'Università Ca' Foscari di Venezia in città.